# 鯉魚門公園及度假村
鯉魚門公園（英語：Lei Yue Mun Park）是香港康樂及文化事務署轄下的宿營營地，位於香港島東區的筲箕灣和柴灣之間，可俯覽鯉魚門，佔地22.97公頃，曾為鯉魚門軍營的一部分，營內多座建築物已被評為歷史建築，有部分已列入香港法定古蹟，該處亦是香港市區（香港島及九龍）內唯一由康文署管理及開放予公眾人士申請入住的度假村。

## 歷史
鯉魚門公園前身是鯉魚門軍營，整個軍營的範圍原包括在軍營北面，沿著鯉魚門海岸修築的鯉魚門炮台及堡壘，軍營曾經在日軍入侵香港期間被攻佔，二次大戰後，港督葛量洪爵士於1948年2月公布英國國會決定縮減太平洋艦隊的規模，軍部亦不再視此軍營為防衛重地，只用作操練場。倫敦方面決定削減海外軍事開支，軍部亦同意進一步削減軍事用地，軍營最後於1986年停用，軍部將軍營轉交政府規劃發展。
1980年代中期因為興建東區走廊第三期，以便將高速公路延伸至軍營東南面的柴灣，所以軍營被中間穿過的東區走廊分割為南北兩部分，南面的軍營營房、行政樓宇及戶外練習場等設施曾擬交予房委會興建公屋，但最後於1987年放棄，並被改建為鯉魚門公園，於1988年啟用。至於在東區走廊北面的炮台及堡壘則一直丟空，直到2000年才改建為香港海防博物館（不包括臨近杏花邨的若干座前軍營建築及白沙灣炮台，該處至今仍然封閉）。
在2003年SARS疫情期間，鯉魚門公園曾成為隔離淘大花園居民的地方之一。
而在2020年初2019冠狀病毒病疫情期間，此營地亦被列為全港四個檢疫中心之一。及後由於疫症擴散，政府直接委聘中國建築在場內的籃球場用地上加建臨時隔離營舍，以容納更多密切接觸者。工程在2月3日開展，並在同月27日完成，以「組裝合成」建築法增建118個新檢疫單位。該批單位於同年3月2日起開始接收從伊朗疫區回港人士。而另一批在足球場上加建的約230個單位則仍在興建，預計於4月落成。
截止2024年11月，度假村內的單車場、咖啡閣、硬地和草地球場仍未有重開。而康文署未有交代重開時間。

## 建築

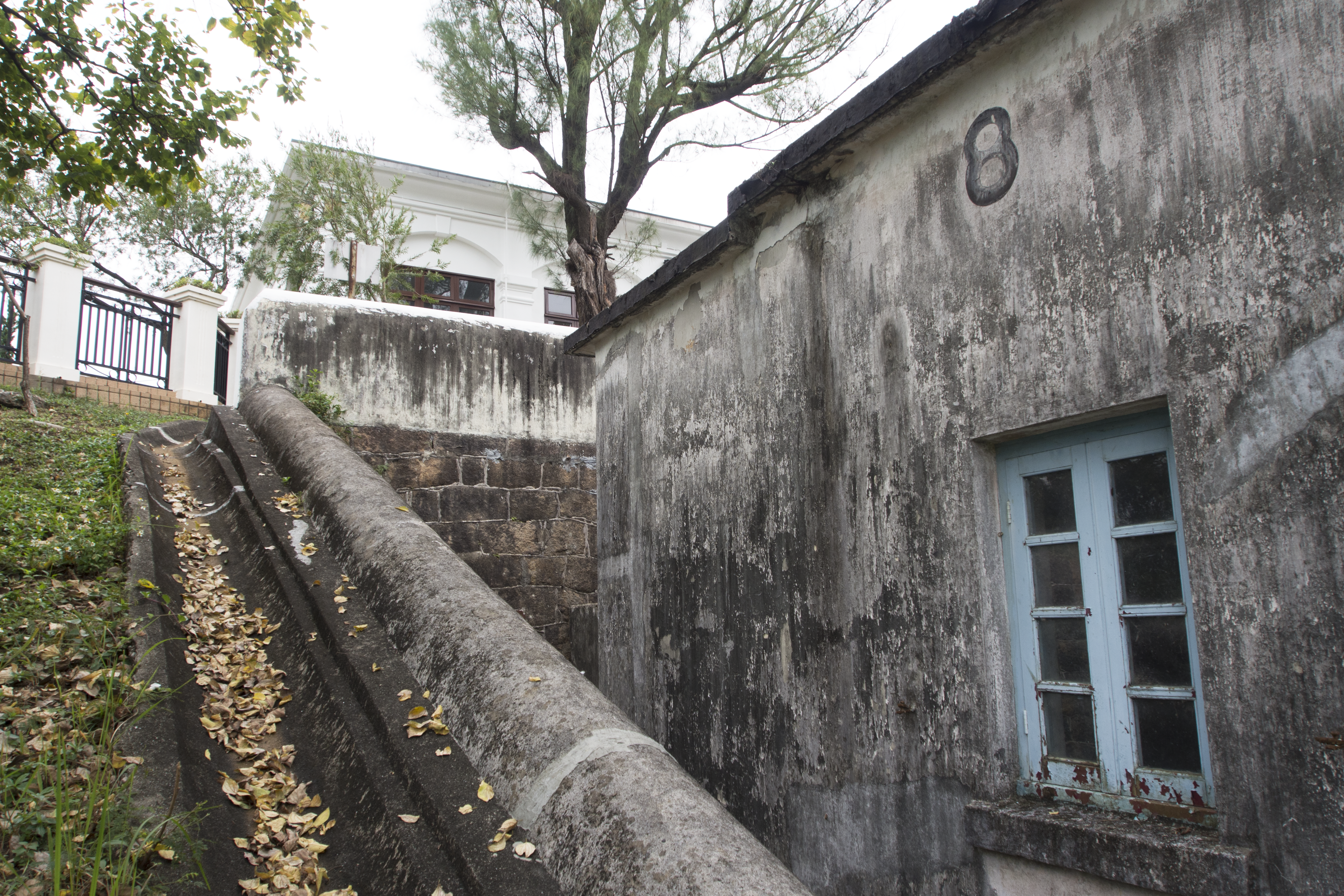
鯉魚門公園內未有活化的第8座建築物，後方山坡上的是已活化的第7座，現作咖啡閣。由於第8座已列作禁區，遊客要自行攀過圍欄，沿圖中的去水道前往第8座。

鯉魚門公園共有4座家庭營舍及2座團體營舍，設有露台、睡房、洗手間連淋浴設施，共可容納282人入住。
園內各建築物分佈山坡不同位置，以行人道連接。部份建築物只有單程車路連接，如需駛入須預先向園內節目組申請。
雖然鯉魚門公園由軍營活化而成，但並非所有建築物均有活化，例如位於7座咖啡閣後、與7座有通道連接的第8座便被劃為禁區（雖遊客可打開沒有上鎖的圍欄，沿去水道到達8座）。位於4座餐廳斜對面的無數字建築物，同樣被鐵絲網圍著，遊客須冒險攀上石坡，再攀過鐵絲網進入。
在鯉魚門騎術學校旁的馬路有大閘鎖上，據地圖顯示，道路一直伸延至海傍，並以天橋形式跨過東區走廊。

## 設施
動態類
- 草地球場
- 網球場
- 硬地球場
- 成人繩網陣
- 兒童繩網陣
- 兒童遊樂場
- 騎術學校
- 壁球場
- 康樂館
- 羽毛球場（室外）

靜態類
- 園藝館
- 訓練中心
- 卡拉OK室
- 閱讀室
- 電視室

餐飲設施
- 餐廳（可容納400人）
- 咖啡閣
- 燒烤場

## 服務
度假村提供3種入營類別供3人或以上的團體報名：
1. 日營：上午9時30分入營至下午4時30分離營
2. 黃昏營：下午4時30分入營至晚上10時30分離營
3. 宿營：下午2時30分入營至離營日的下午1時離營（最多可連續預訂4晚）

## 交通
港鐵
- █  港島綫：筲箕灣站A3出入口，再轉乘的士或步行約30分鐘；

如乘搭往柴灣區的公共巴士、專線小巴或公共小巴，在柴灣道下車後步行約10分鐘即達。
免費接駁巴士於指定時間由筲箕灣港鐵站直達鯉魚門公園。
柴灣道